# Propliopithecus
Genre
Propliopithecus est un genre fossile de singes de l'Ancien Monde dont les espèces ont vécu en Égypte durant l'Oligocène.

## Historique
C'est dans la dépression du Fayoum, une région d'Égypte située au bord du désert saharien, à 100 km au sud-ouest de la ville du Caire, que le paléontologue allemand Max Schlosser découvrit en 1911 les restes fossiles d'un représentant ancien du micro-ordre des singes catarrhiniens, ou singes de l'Ancien Monde.

## Description
Propliopithecus est un singe quadrupède arboricole de petite taille, identifié comme un catarrhinien par sa formule dentaire 2-1-2-3, mais ses caractères post-crâniens plus archaïques montrent que ce n'est pas encore un singe de type moderne.
Propliopithecus chirobates a un poids estimé à 4 kg.

## Chronologie
Ce genre a vécu durant l'Oligocène inférieur, il y a entre 34 et 28 millions d'années.

## Classification
Propliopithecus est classé comme un catarrhinien basal. Il a précédé les Hominoidea et les Cercopithecoidea, les deux super-familles de singes actuels de l'Ancien Monde, apparues il y a environ 25 millions d'années.
Phylogénie des familles de singes, d'après Perelman et al. (2011) et Springer et al. (2012) :
| Cercopithecoidea | Cercopithecidae (Babouin, Macaque, Colobe…)                                                                   |
|                  | Cercopithecidae (Babouin, Macaque, Colobe…)                                                                   |
| Hominoidea       | \| \| Hylobatidae (Gibbon) \| \| \| \| \| \| Hominidae (Orang-outan, Gorille, Chimpanzé et Homme) \| \| \| \| |
|                  | \| \| Hylobatidae (Gibbon) \| \| \| \| \| \| Hominidae (Orang-outan, Gorille, Chimpanzé et Homme) \| \| \| \| |
|                  | Hylobatidae (Gibbon)                                                                                          |
|                  | |
|                  | Hominidae (Orang-outan, Gorille, Chimpanzé et Homme)                                                          |
|                  | |

|  | Hylobatidae (Gibbon)                                 |
|  |                                                      |
|  | Hominidae (Orang-outan, Gorille, Chimpanzé et Homme) |
|  |                                                      |

|  | Cebidae (Sapajou, Singes-écureuil, Ouistiti, Tamarin…)                                                  |
|  | |
|  | \| \| Pitheciidae (Saki, Ouakari, Titi…) \| \| \| \| \| \| Atelidae (Atèle, Singe-hurleur…) \| \| \| \| |
|  | |
|  | Pitheciidae (Saki, Ouakari, Titi…)                                                                      |
|  | |
|  | Atelidae (Atèle, Singe-hurleur…)                                                                        |
|  | |

|  | Pitheciidae (Saki, Ouakari, Titi…) |
|  |                                    |
|  | Atelidae (Atèle, Singe-hurleur…)   |
|  |                                    |

| Cercopithecoidea | Cercopithecidae (Babouin, Macaque, Colobe…)                                                                   |
|                  | Cercopithecidae (Babouin, Macaque, Colobe…)                                                                   |
| Hominoidea       | \| \| Hylobatidae (Gibbon) \| \| \| \| \| \| Hominidae (Orang-outan, Gorille, Chimpanzé et Homme) \| \| \| \| |
|                  | \| \| Hylobatidae (Gibbon) \| \| \| \| \| \| Hominidae (Orang-outan, Gorille, Chimpanzé et Homme) \| \| \| \| |
|                  | Hylobatidae (Gibbon)                                                                                          |
|                  | |
|                  | Hominidae (Orang-outan, Gorille, Chimpanzé et Homme)                                                          |
|                  | |

|  | Hylobatidae (Gibbon)                                 |
|  |                                                      |
|  | Hominidae (Orang-outan, Gorille, Chimpanzé et Homme) |
|  |                                                      |

|  | Cebidae (Sapajou, Singes-écureuil, Ouistiti, Tamarin…)                                                  |
|  | |
|  | \| \| Pitheciidae (Saki, Ouakari, Titi…) \| \| \| \| \| \| Atelidae (Atèle, Singe-hurleur…) \| \| \| \| |
|  | |
|  | Pitheciidae (Saki, Ouakari, Titi…)                                                                      |
|  | |
|  | Atelidae (Atèle, Singe-hurleur…)                                                                        |
|  | |

|  | Pitheciidae (Saki, Ouakari, Titi…) |
|  |                                    |
|  | Atelidae (Atèle, Singe-hurleur…)   |
|  |                                    |

## Liste d'espèces
Le genre Propliopithecus rassemble trois espèces, selon Paleobiology Database (12 fév. 2019) :
- † Propliopithecus haeckeli (Schlosser, 1911)
- † Propliopithecus chirobates (Simons, 1965)
- † Propliopithecus ankeli (Simons et al., 1987)